# Herb Redy
Herb Redy – jeden z symboli miasta Reda w postaci herbu.

## Wygląd i symbolika
Herb przedstawia w polu błękitnym, na trójwzgórzu żółtym (złotym) kościół biały (srebrny), obramowanie czarne.
Herb nawiązuje do kościoła pw. Wniebowzięcia NMP, którego wieża jest charakterystycznym elementem miasta. Trzy wzgórza symbolizują wzniesienia znajdujące się w okolicy Redy, a także trzy części samego miasta: Ciechocino, Pieleszewo i samą Redę. Barwa błękitna w podstawie herbu symbolizuje rzekę Redę.

## Historia

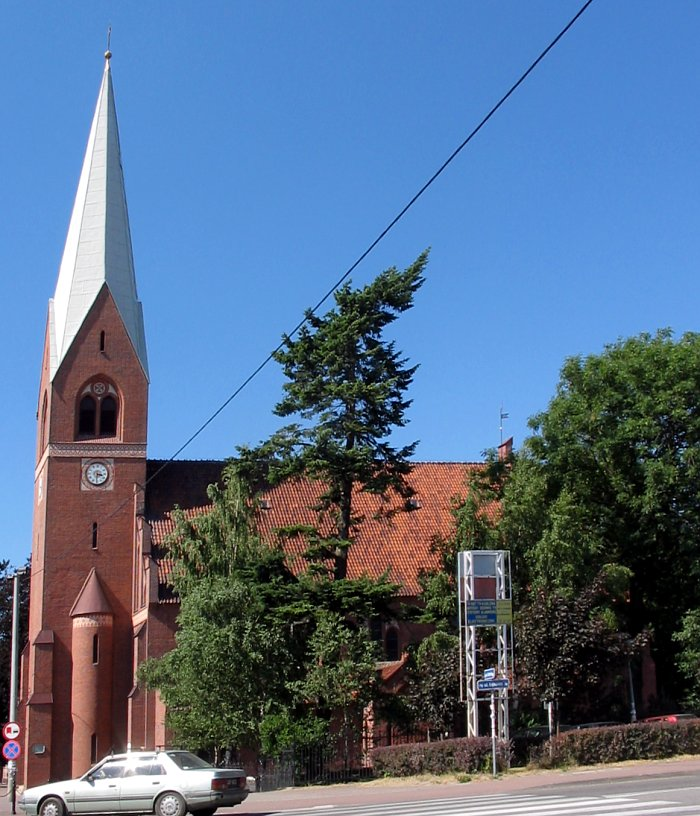
Kościół WNMP jest głównym motywem herbu miasta Redy.

Po nadaniu Redzie praw miejskich w 1967 uchwalono herb dwudzielny, w polu prawym znajdował się biały mur, natomiast w polu lewym, błękitnym żółta litera „R”. Herb nawiązywał do zakładów produkcji prefabrykatów budowlanych.
19 sierpnia 1995 roku Rada Miejska ogłosiła konkurs na herb i flagę miasta. Pierwszą nagrodę za projekt herbu otrzymał Marcin Skucha. Komisja zaakceptowała elementy występujące w projekcie (sylwetka kościoła, wzgórza, rzeka), ale zaproponowała daleko idące zmiany, w wyniku których powstał projekt herbu. Herb został przyjęty przez Radę Miasta 6 lutego 1996 uchwałą nr XIX/146/96 w sprawie uchwalenia Statutu Miasta Redy.